# تاماگاوا ۱۳۲۰۷
سیارک ۱۳۲۰۷ (به انگلیسی: 13207 Tamagawa، نامگذاری:1997GZ25) سیزده هزار و دویست و هفتمین سیارک کشف شده‌است که در ۱۰ آوریل ۱۹۹۷ کشف شد.
قدر مطلق سیارک برابر ۱۵٫۰۰ است.